# Дзирула
Дзиру́ла (груз. ძირულა) — река в западной Грузии. Протекает по территориям Сачхерского, Харагаульского и Зестафонского муниципалитетов. Левый приток реки Квирила. Протяжённость — 83 км, площадь бассейна 1270 км².
Берёт начало на западных склонах Лихского хребта, на высоте 1252 метров над уровнем моря. Главные притоки: Думала, Чхеримела и Хелмосмула. Питание снеговое, дождевое и подземное. Весеннее половодье. Характерны осенне-зимние паводки и летняя межень. Средний расход воды у деревни Цева 26,6 м³/с.
Используется для орошения. В ущелье реки расположены деревни: Кведа Цева, Зеда Цева, Борити, Шроша и другие. На водоразделе Дзирула и Думала сохранено сосновая роща. Реку Дзирула описывает Вахушти Багратиони.